# ネイブルランド

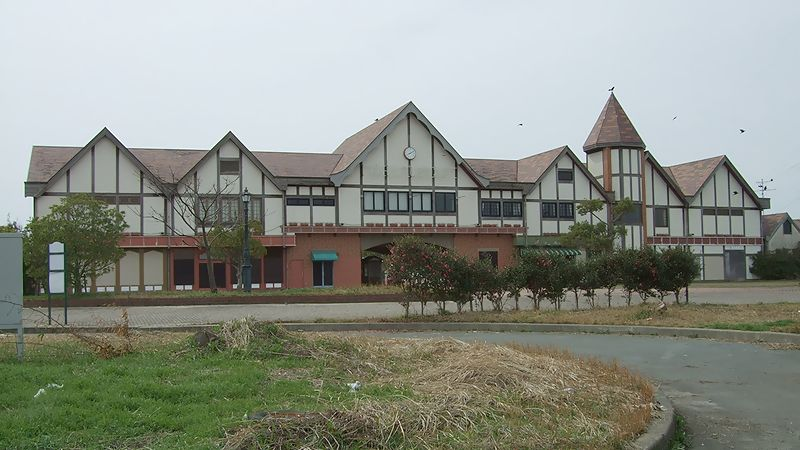
ネイブルランド正面入口跡。現在は撤去された。

ネイブルランド（Navel Land）は、かつて福岡県大牟田市岬町6番地22にあったテーマパークである。

## 概要
大牟田市にあった三井三池炭鉱の閉山を見据え、石炭産業に代わる新しい産業の開発の一環として建設された炭鉱をテーマとするテーマパークである。大牟田市・福岡県と三井鉱山・三井化学などの三井系企業が出資して1989年に第三セクター企業の株式会社ネイブルランドが設立され、有明海臨海地域にある11ヘクタールの貯炭場跡地に遊園地・水族館・亜熱帯植物園を建設し、1995年7月22日に開園した。
園名の「ネイブルランド」は、大牟田市が九州の中心（へそ）にあることから、へそを意味する英語 navel にちなみ付けられた。
開園初年度は約44万人の集客を得たが、近隣の熊本県荒尾市に三井グリーンランド（現・グリーンランド）がある影響等から翌年度からは入場者数は減少し、1998年度に「ネイブルランド経営再生計画」を作り努力したが、入場者の減少は止まらず、約60億円の負債を抱えて開園から僅か3年後の1998年12月25日に閉鎖された。
閉園後の2001年度から三井系企業5社と融資を受けていた金融機関9行に対し28億9千万円の損失補償の弁済を開始し、2010年度に完了した。跡地は2010年度内に売却される予定であったが、近隣にイオンモール大牟田が開設されたことによる土地の値上がりを見込み延期されていた。
2011年9月、帝京大学が市内にある福岡医療技術学部に、看護師・放射線技師を養成する4年制の2学科を2013年4月に新設する方針を発表、同年10月に大牟田市は水族館や植物園など11棟を解体して、約4ヘクタールの土地を無償譲渡することを決めた。